# Harro Heuser
Harro Heuser (Nastätten, 26 de dezembro de 1927 — 21 de fevereiro de 2011) foi um matemático alemão.

## Obras
- com Heinz Günther Tillmann als Herausgeber: Funkkolleg Mathematik. Eine Einführung in 2 Bänden. Fischer-Taschenbuch-Verlag, Frankfurt am Main 1974, ISBN 3-436-01416-8.
- Funktionalanalysis. Theorie und Anwendung. Teubner, Wiesbaden 1975 (4. durchgesehene Auflage. ebenda 2006, ISBN 3-8351-0026-2).
- Lehrbuch der Analysis. Teil 1. Vieweg + Teubner, Wiesbaden 1980, ISBN 3-519-02221-4 (17. aktualisierte Auflage. ebenda 2009, ISBN 978-3-8348-0777-9).
- Lehrbuch der Analysis. Teil 2. Vieweg + Teubner, Wiesbaden 1981, ISBN 3-519-02222-2 (14. aktualisierte Auflage. ebenda 2008, ISBN 978-3-8351-0208-8).
- com Hellmuth Wolf: Algebra, Funktionalanalysis und Codierung. Eine Einführung für Ingenieure. Teubner, Stuttgart 1986, ISBN 3-519-02954-5.
- Gewöhnliche Differentialgleichungen. Einführung in Lehre und Gebrauch. Teubner, Stuttgart 1989, ISBN 3-519-02227-3 (6. aktualisierte Auflage. Vieweg + Teubner, Stuttgart 2009, ISBN 978-3-8348-0705-2).
- Als die Götter lachen lernten. Griechische Denker verändern die Welt. Piper, München u. a. 1992, ISBN 3-492-03495-0 (Ungekürzte Taschenbuchausgabe, 2. Auflage. Piper, München u. a. 1997, ISBN 3-492-22328-1 (= Serie Piper 2328)).
- Die Magie der Zahlen. Von einer seltsamen Lust, die Welt zu ordnen (= Herder-Spektrum 5439). Herder, Freiburg (Breisgau) u. a. 2003, ISBN 3-451-05439-6.
- Der Physiker Gottes. Isaac Newton oder Die Revolution des Denkens (= Herder-Spektrum 5591). Herder, Freiburg (Breisgau) u. a. 2005, ISBN 3-451-05591-0.
- Unendlichkeiten. Nachrichten aus dem Grand Canyon des Geistes. Teubner, Wiesbaden 2008, ISBN 978-3-8351-0119-7.